# Trithrinax schizophylla
Trithrinax schizophylla là loài thực vật có hoa thuộc họ Arecaceae. Loài này được Drude miêu tả khoa học đầu tiên năm 1882.